# Mauzac (cépage)
Le mauzac B est un cépage de cuve blanc. Il est essentiellement cultivé dans le sud-ouest de la France. Il existe une variante à la pellicule rosée, le mauzac rose Rs.

## Origine et répartition
D'après son aire de culture, il serait issu de Gaillac. D'après Pierre Galet, il aurait été appelé Moissac à Bordeaux, puisqu'il transitait par ce port fluvial. Une déformation linguistique en aurait fait le mauzac.
Il fait partie des AOC Gaillac et Blanquette de Limoux. Il a été très répandu dans tout le vignoble du sud-ouest, mais il est aujourd'hui remplacé par le sauvignon B, aux arômes plus "à la mode".
Il a aussi été très cultivé à Limoux, où il était utilisé pour élaborer la blanquette de Limoux. Il doit aujourd'hui partager le vignoble avec le chenin B et le chardonnay B.

## Caractèresampélographiques

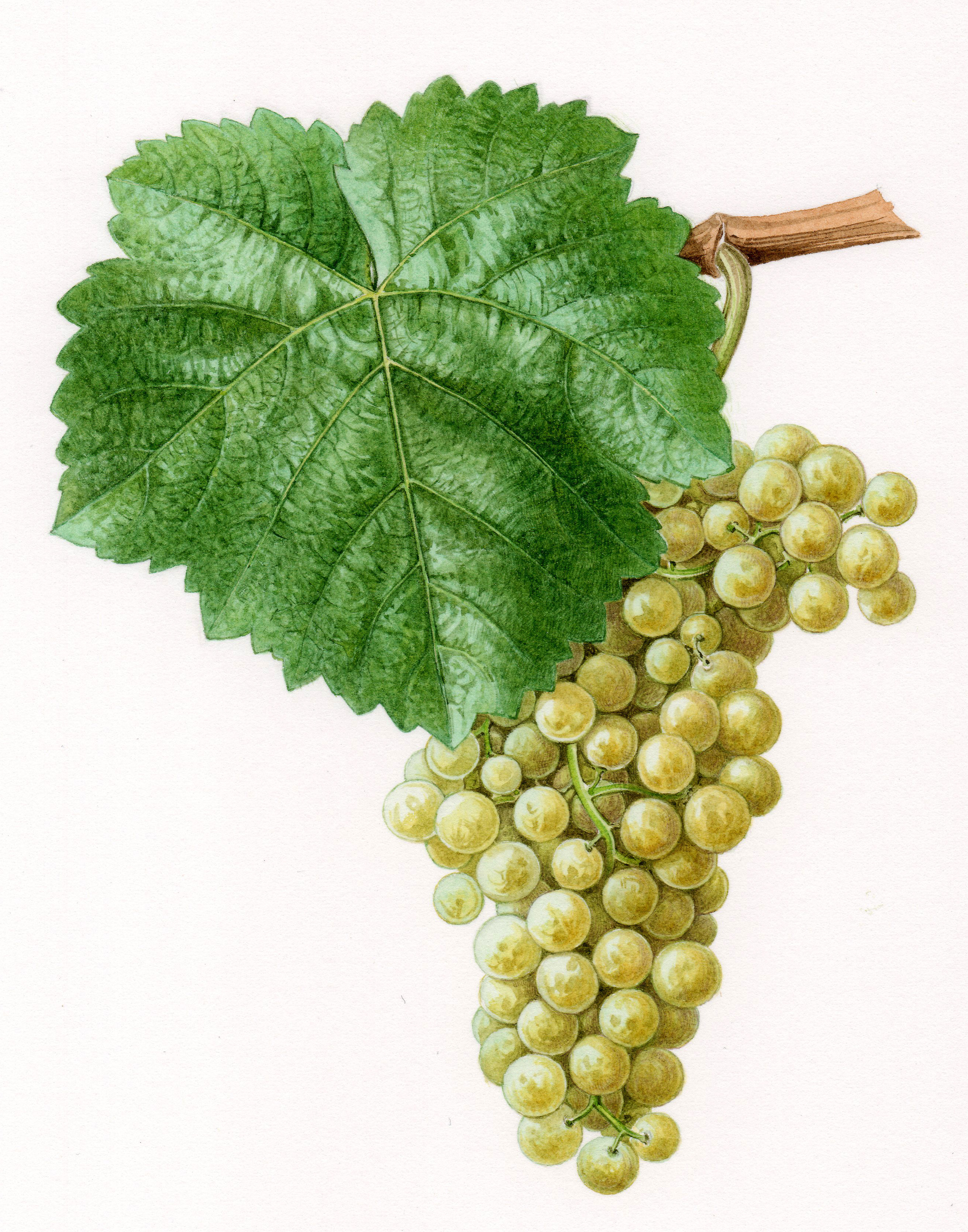
Grappe et feuille de mauzac.

- Bourgeonnement aplati, cotonneux, blanc à liseré rosé.
- Jeunes feuilles duveteuses jaunâtres.
- Feuilles adultes orbiculaires ou cordiformes, entières, à sinus pétiolaire à lobes chevauchants, des dents courtes en ogive, épaisses, bullées, vert foncé et face inférieure, une faible densité de poils couchés.

## Aptitudes culturales et technologiques
Il est de maturité de deuxième époque tardive, trois semaines et demie après le Chasselas B.
Il est moyennement vigoureux, mais assez productif. Il est bien adapté aux sols calcaires ou argilo-calcaires.
Il est sensible aux acariens, aux vers de la grappe et à la pourriture grise. En revanche, il craint moins l'oïdium et le mildiou.

## Potentiel technologique
Il donne un vin aux arômes caractéristiques de pomme mûre.
Il produit de grands vins doux à Gaillac, aux flaveurs de coing, de miel ou de fruits confits.
À Gaillac et à Limoux, il donne des vins mousseux complexes et riches, surtout en méthode rurale doux. Il est cependant souvent remplacé par le chenin B ou le chardonnay B, qui donnent des produits plus proches du champagne.

## Variabilité génétique

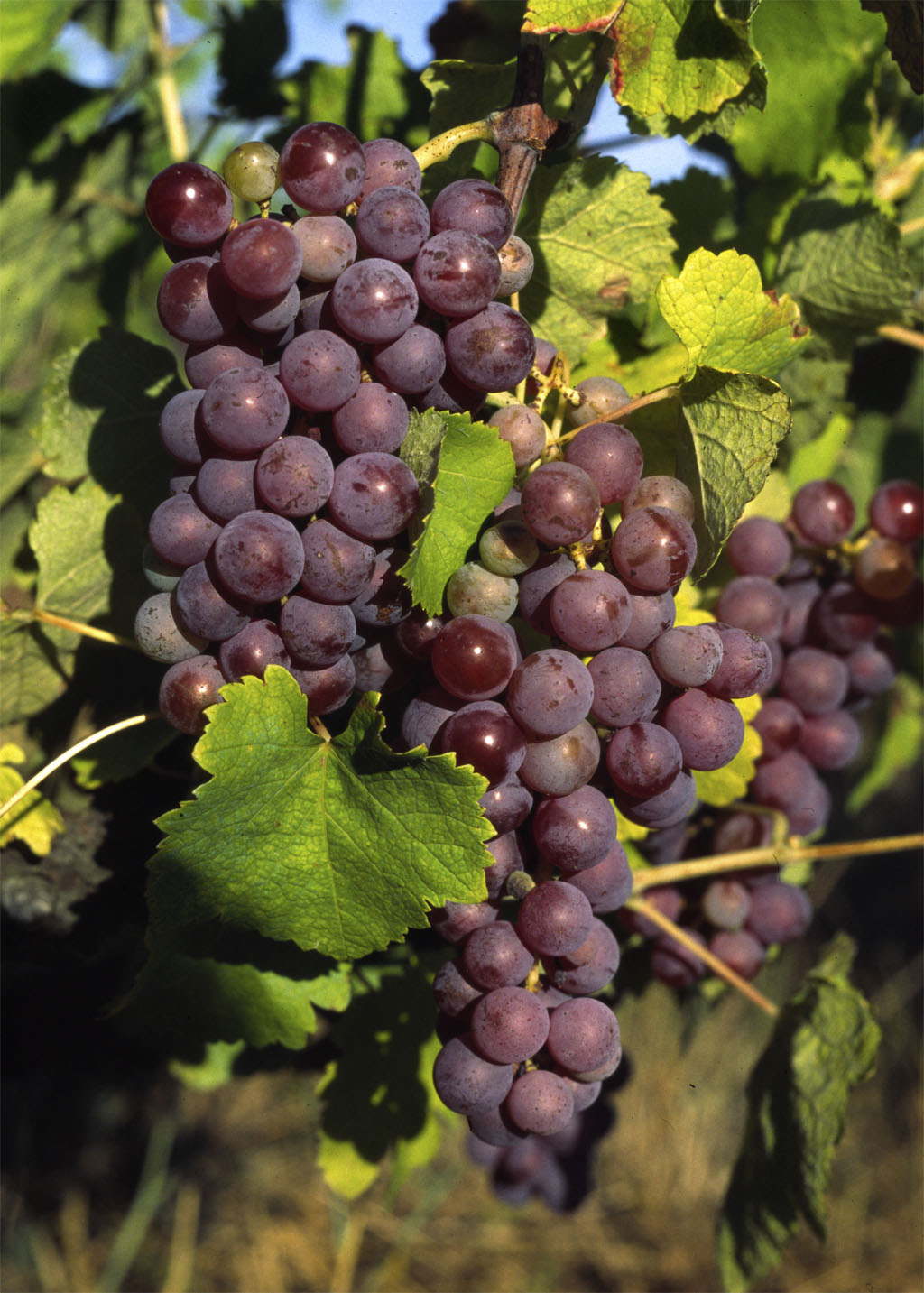
Mauzac rose.

Sur le catalogue des variétés de vignes cultivées en France, le mauzac B est répertorié avec le mauzac rose Rs; ce dernier est une variante à pellicule rose.
Robert Plageoles, viticulteur à Gaillac, a créé une collection de vieux cépages et possède des variantes vertes, dorées et rouge de ce cépage. Selon les ampélographes, le mauzac rouge appartiendrait à une autre famille. 
7 clones de mauzac blanc ont été homologués : les numéros 575, 738, 739, 740, 741, 898 et 899. Le mauzac rose en compte un seul, le 948. Cependant, la variabilité est plus importante puisque le conservatoire de Peyrole compte 146 mauzacs blancs et 52 roses.

## Sources